# Helichrysum caespititium
Helichrysum caespititium là một loài thực vật có hoa trong họ Cúc. Loài này được (DC.) Sond. ex Harv. mô tả khoa học đầu tiên năm 1865.